# Copris carmelita
Copris carmelita är en skalbaggsart som beskrevs av Fabricius 1801. Copris carmelita ingår i släktet Copris och familjen bladhorningar. Inga underarter finns listade i Catalogue of Life.